# Jetson El Súper
Richard Cortez, más conocido como "Jetson El Súper" o "El Jetty" es un cantante y productor de música urbana originario de Puerto Rico. Ha tenido colaboraciones con cantantes como Ozuna, Kendo Kaponi, Ñengo Flow, Gotay El Autentiko, Yomo, Ñejo, Julio Voltio, Polaco, entre otros. Con su larga, pero discreta trayectoria, ha participado en distintas producciones creando instrumentales para artistas nuevos y otros más conocidos, mayormente, en el mercado de la música cristiana.

## Carrera musical
Jetson comenzó su carrera como cantante, siendo parte del grupo 3-Kings junto a Fen-X y J.Stone, participando en varias recopilaciones como In The House Radio #25: Sigamos Haciendo Música y El Golpe de Estado y su propio mixtape "The Gathering". Su participación más importante como intérprete fue en el álbum De vuelta por primera vez, junto a Nieto y J.Stone como Los 3 Mosqueteros, siendo su primera producción discográfica como artista principal. En ese álbum, comenzó a trabajar la producción musical de la mano de DJ Eric, presentando un particular sonido con duración de 2 segundos como firma para distinguirse como creador de beats, muy parecido a la firma que utilizó DJ Blass en sus inicios.
Su carrera como rapero está siendo impulsada recientemente, pero fue su labor como productor musical lo que hizo que Jetson fuese relevante en una carrera que subía a poca velocidad. Comenzó a formar parte de producciones de música cristiana, para artistas como Dr. P, Memo & Ungido, Redimi2, Alex Zurdo, Goyo, Manny Montes, Maso el Presidente, y formando parte de proyectos como A fuego con la Palabra, álbum distribuido por Sociedades Bíblicas Unidas y que fue nominado en los premios Arpa 2008 a "Mejor álbum urbano", United Kingdom 2 y UK 2.5 de Manny Montes, entre otros. 
En los últimos años, ha estado muy activo como cantante, siendo 2016 un año copado, al sacar tres álbumes, el último, en compañía de Sniper SP. En 2021, formó parte del sencillo de Wisin titulado «Los Legendarios», en compañía de Yandel, Don Omar, Tito El Bambino, y otros nuevos talentos, siendo su colaboración más importante hasta la fecha.

## Discografía
- 2003:  The Gathering (con J.Stone y Fen-X)
- 2004: De vuelta por primera vez (con J.Stone y Nieto)
- 2016: Dólares y centavos
- 2016: El Narcomujeriego
- 2016: Versatilidad y contenido (con Sniper SP)

## Créditos de producción
- 2004: De vuelta por primera vez - Los 3 Mosqueteros
- 2006: Los Inmortales - Manny Montes
- 2007: A fuego con la Palabra - Dr. P
- 2007: El equipo invencible - Redimi2
- 2007: Cambiando mi lamento - Memo & Ungido
- 2007: Los Violentos - Manny Montes & Sandy NLB
- 2007: Los Embajadores del Rey - Santito
- 2008: Una y mil razones - Alex Zurdo
- 2008: Nuevo Comienzo - Manny Montes
- 2008: Corazón del Reino - Dr. P
- 2009: Phenomenon Edition - Redimi2
- 2009: Así son las cosas - Alex Zurdo
- 2009: Los Violentos 2 - Manny Montes & Sandy NLB
- 2010: Rap Redimi2: Las cosas que nunca dije (The Mixtape Vol.1) - Redimi2
- 2011: Todo X Todo - Maso El Presidente
- 2011: La diferencia - Melvin Ayala
- 2011: Exterminador Operación P.R. - Redimi2
- 2011: Exclusivo - J-Julian
- 2012: Corazón Abierto - Manny Montes
- 2012: Desde el silencio de mí corazón - Memo & Ungido
- 2012: El Que Menos Esperaban - El Bima
- 2012: Exterminador Operación P.R. 100X35 - Redimi2
- 2012: Exterminador Operación R.D. - Redimi2
- 2013: United Kingdom 2: A la Reconquista - Manny Montes
- 2013: Prólogo a Historias de la Calle - Lito MC Cassidy[14]
- 2014: United Kingdom 2.5 - Manny Montes
- 2014: Love HD - Melvin Ayala
- 2023: Mis memorias - Memo El Afueguember